# Чесноковка (Уфимский район)
Чесноко́вка (баш. Чесноковка) — село в Уфимском районе Башкортостана. Административный центр Чесноковского сельсовета.

## Географическое положение
Расстояние до:
- районного центра (Уфа): 12 км,
- ближайшей ж/д станции (Уршак): 8 км.

## Население
| 2002 | 2009  | 2010  | 2021  |
| ---- | ----- | ----- | ----- |
| 2196 | ↗2539 | ↗3333 | ↗7815 |

### Национальный состав
Согласно переписи 2002 года, преобладающая национальность — русские (58 %).
Согласно переписи 2020 года, преобладающая национальность — русские (46,2 %), татары (25 %), башкиры (23,7 %).

## Религия
В селе есть православная церковь Вознесения Господня и три мечети.

## Известные уроженцы
- Горчилин, Александр Михайлович (1925—1970) — советский военнослужащий, красноармеец, Герой Советского Союза[7].